# Pelé e Franz Beckenbauer no chuveiro

Franz Beckenbauer (à direita) e Pelé no chuveiro com outros jogadores do Cosmos New York em 1977

Pelé e Franz Beckenbauer no chuveiro (em alemão:  Pelé und Franz Beckenbauer in der Dusche) é uma fotografia do fotógrafo alemão Volker Hinz. Foi criado em 1977 na técnica preto e branco.
A foto mostra os dois jogadores de futebol Pelé e Franz Beckenbauer nus no banheiro do Lockhart Stadium, em Fort Lauderdale (Flórida), após o time do New York Cosmos jogar fora de casa contra o Fort Lauderdale Strikers. Ao fundo estão outros quatro jogadores da equipe.

## Recepção
A foto é uma das fotografias mais conhecidas de Volker Hinz e é considerada um clássico da fotografia de estrelas. Foi capa da exposição Stars im Stern – Volker Hinz em abril de 2012 em Hamburgo.